# Marc Emili Lèpid (cònsol any 6)
Marc Emili Lèpid (en llatí Marcus Aemilius Lepidus) va ser un magistrat romà. Era fill de Paul·le Emili Lèpid (Paullus Aemilius L. F. M. N. Lepidus) i de Cornèlia. Era germà de Luci Emili Paule. No era com el seu germà que va conspirar contra August, sinó que sempre van ser amics amb l'emperador. August li va confiar la guerra contra els dàlmates l'any 9. Va ser cònsol l'any 6, juntament amb Luci Arrunti el Jove.
August, poc abans de la seva mort, va fer un repas dels nobles romans, per veure qui podria conduir l'imperi o a qui l'ambició l'impulsaria a buscar-lo, i deia que Marc Emili Lèpid era un home capaç de dirigir l'imperi però no ho volia fer, capax sed aspernans.
Mort August, el seu successor Tiberi no el va apreciar massa, però per la seva prudència es va saber mantenir a distància i no donar cap motiu de queixa i així va mantenir el respecte mutu amb l'emperador. Tàcit parla molt bé d'Emili Lèpid, i alaba la seva saviesa i equanimitat.
L'any 21 no va voler acceptar el càrrec de procònsol d'Àfrica, i el mateix any es va distingir en el debat al senat sobre el càstig de Gai Lutori Prisc. L'any 26 va ser nomenat governador d'Àsia.
Va morir l'any 33. Aquest Marc Emili Lèpid va reparar la basílica Emília l'any 22.